# Липець (річка)
Ли́пець — річка в Росії (в межах Бєлгородського району Бєлгородської області) та Україні (у межах Липецької сільської громади Харківського району Харківської області). Ліва притока Харкова (басейн Сіверського Дінця). 

## Опис
Довжина річки 26 км, площа басейну 219 км². Заплава широка, вкрита лучною рослинністю. Річище помірно звивисте, завширшки 0,5—1,5 м. Похил річки 1,5 м/км. 

## Розташування
Липець бере початок на захід від Мурома (Білгородська область, Росія). Тече переважно на південний захід. Впадає до Харкова в межах села Липці.

## Притоки

### Праві
- Долина[1].
- Красна - балка, бере початок у селі Красне, тече на схід і впадає у Липець у селі Пильна[2][3].
- Липчик

### Ліві
- Пирогова Перша - балка, впадає у селі Лук'янці[4]
- Прирогова Друга - балка, впадає на південній околиці села Лук'янці[4]
- Глуха - балка, впадає нижче села Лук'янці[5]
- Третя - балка, впада між селами Липці та Лук'янці[6]
- Друга - балка, впада між селами Липці та Лук'янці[7]
- Перша - балка, впадає вище села Липці[8]
- Лисича - балка, впадає на південно-східній околиці Липці[9]
- Лозовий колодязь - струмок, точне місце впадіння невідоме[10]